# نشانه وینترباتم
نشانهٔ وینترباتم (انگلیسی: Winterbottom's sign) نشانه‌ای بالینی است که در مراحل اولیهٔ بیماری خواب مشاهده می‌شود.
این نشانه پزشکی شامل تورم گره‌های لنفاوی (لنفادنوپاتی) در پشت گردن (در زنجیرهٔ خلفی لنفاوی گردن) است که به سبب حرکت مته‌تن‌ها در دستگاه لنفاوی و ایجاد التهاب به‌وجود می‌آید.
نشانه وینترباتم ممکن است نشانه‌ای از عفونت مغزی با این بیماری باشد.
این نشانه پزشکی نامش را از پزشک بریتانیایی توماس مسترمن وینترباتم می‌گیرد که نخستین بار بیماری خواب و لنفادنوپاتی پشت گردنی را شرح داد. وی این نشانه را هنگامی دید که یک برده‌فروش تلاش می‌کرد با دستکاری پشت‌گردن یک بردهٔ مبتلا به این بیماری، بیماری را از بدنش بزداید.